# Brachistochrone

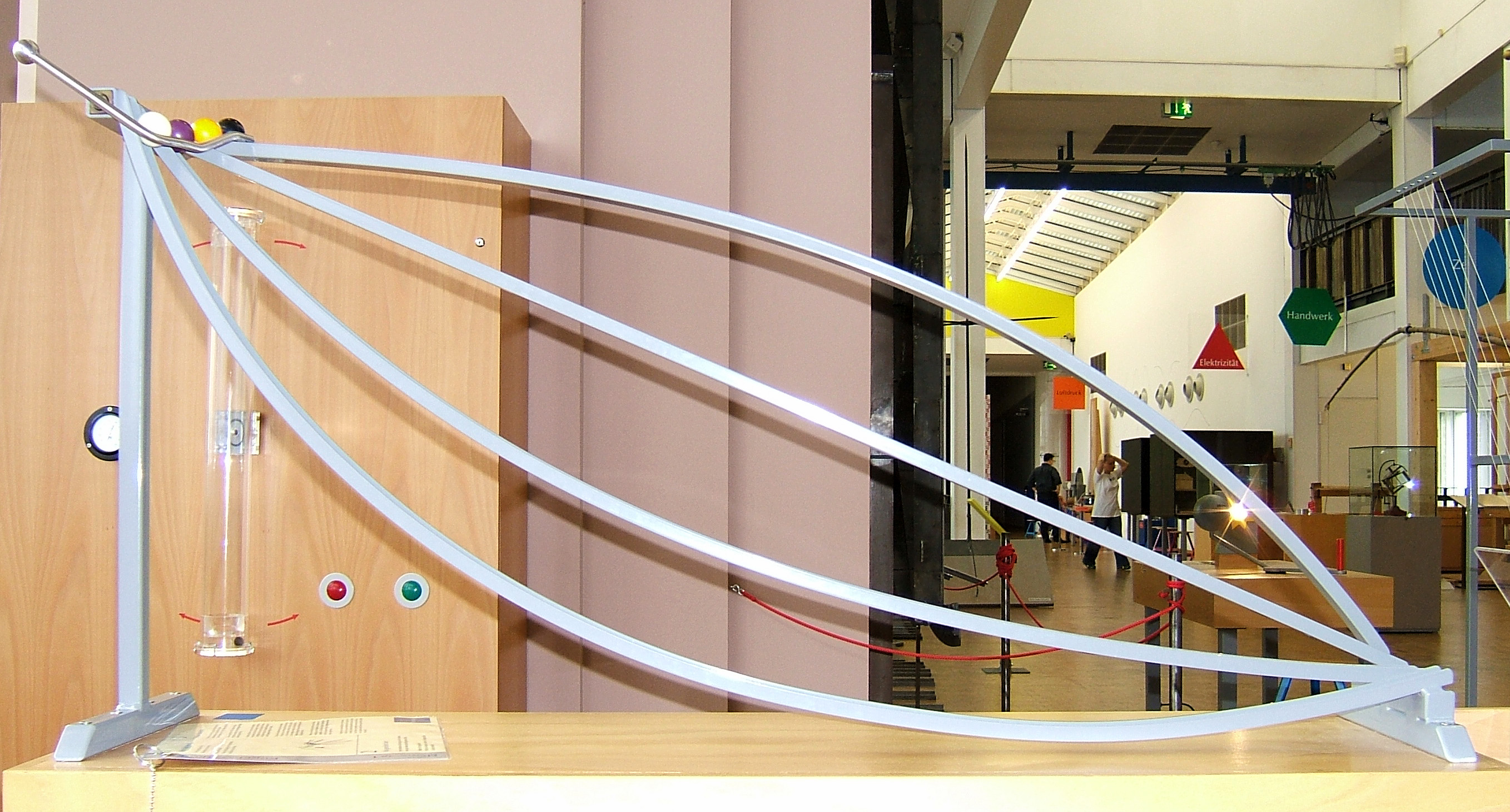
Experiment: Welche Bahn ist die schnellste? (Ausstellung Elementa im Landesmuseum für Technik und Arbeit, Mannheim)

Brachistochrone

Tautochronie der Brachistochrone – von jedem Startpunkt auf der Kurve erreichen die Kugeln das Ziel gleichzeitig.

Die Brachistochrone (griechisch brachistos kürzeste, chronos Zeit) ist die Bahn zwischen einem Anfangs- und einem gleich hoch oder tiefer gelegenen Endpunkt, auf der ein sich reibungsfrei bewegender Massenpunkt, der mit Geschwindigkeit null startet, unter dem Einfluss der Gravitationskraft am schnellsten zum Endpunkt gleitet. Der tiefste Punkt der Bahn kann tiefer liegen als der Endpunkt.
Der Körper gleitet auf einer solchen Bahn schneller zum Ziel als auf jeder anderen Bahn, auch wenn diese kürzer ist, beispielsweise geradlinig.
Wenn die Kurve am Ende waagrecht verläuft, also am tiefsten Punkt endet, dann ist sie zugleich eine Tautochrone, das heißt von jedem anderen Startpunkt auf der Kurve benötigt der Massepunkt die gleiche Zeit, um zum Endpunkt zu gelangen. Dieser Sachverhalt wird beim sogenannten Zykloidenpendel ausgenutzt, bei dem die Pendelmasse auf einer Tautochrone schwingt.

## Form
Die Brachistochrone ist Teil einer Zykloide.

## Geschichte
Johann I Bernoulli hat sich mit dem Problem des schnellsten Falles beschäftigt. Im Jahre 1696 fand er schließlich die Lösung in der Brachistochrone. Heute sieht man dies oft als die Geburtsstunde der Variationsrechnung.
Christiaan Huygens veröffentlichte 1673 in seiner Abhandlung Horologium Oscillatorium eine ganggenaue Pendeluhr mit einem Zykloidenpendel, bei dem er sich die Tatsache zunutze machte, dass die Evolute der Zykloide selbst wieder eine Zykloide ist. Der Vorteil der Ganggenauigkeit wird jedoch durch die erhöhte Reibung wett- bzw. zunichtegemacht.

## Funktion
Die Brachistochrone lässt sich in einer Parameterdarstellung beschreiben, das heißt, man kann ihre Punkte als Ortsvektor darstellen, der sich mit einem Parameter ändert. Als Funktion des Winkels {\displaystyle \varphi } (im Bogenmaß), um den sich das Rad mit Radius {\displaystyle R} beim Abrollen gedreht hat, sind die {\displaystyle x}- und {\displaystyle y}-Koordinaten:
{\displaystyle x=R\cdot (\varphi -\sin \varphi )\,,}
{\displaystyle y=R\cdot (-1+\cos \varphi )\,.}
Hilfreich für das Verstehen dieser Kurve ist: Der Radius mal dem Winkel „Berührungspunkt des Kreises-Kreismittelpunkt-Brachistochronenpunkt“ ist die bereits abgerollte Strecke.

## Herleitung
Betrachten wir in der {\displaystyle x}-{\displaystyle y}-Ebene eine Kurve {\displaystyle y(x)}, längs welcher der Massepunkt vom Start {\displaystyle (x,y)=(0,0)} mit fortlaufender Zeit {\displaystyle t} zum Ziel {\displaystyle ({\overline {x}},{\overline {y}})} gleite.
Er hat die kinetische Energie
{\displaystyle E_{\text{kin}}={\frac {1}{2}}\,m\,v^{2}={\frac {1}{2}}\,m\,({v_{x}}^{2}+{v_{y}}^{2})={\frac {1}{2}}\,m\,\left(\left({\frac {\mathrm {d} x}{\mathrm {d} t}}\right)^{2}+\left({\frac {\mathrm {d} y}{\mathrm {d} x}}\,{\frac {\mathrm {d} x}{\mathrm {d} t}}\right)^{2}\right)={\frac {1}{2}}\,m\,\left({\frac {\mathrm {d} x}{\mathrm {d} t}}\right)^{2}\left(1+\left({\frac {\mathrm {d} y}{\mathrm {d} x}}\right)^{2}\right)}
und die potentielle Energie
{\displaystyle E_{\text{pot}}=m\cdot g\cdot y(x)}
Dabei ist {\displaystyle y} die Höhe im Gravitationsfeld und {\displaystyle g} die Schwerebeschleunigung.
Gleitet der anfänglich ruhende Massepunkt vom Ursprung los, so ist längs seiner Bahn die Gesamtenergie erhalten und hat den anfänglichen Wert Null,
{\displaystyle 0={\frac {1}{2}}\,m\,\left({\frac {\mathrm {d} x}{\mathrm {d} t}}\right)^{2}\left(1+\left({\frac {\mathrm {d} y}{\mathrm {d} x}}\right)^{2}\right)+m\cdot g\cdot y(x)}
Dies kann nach {\displaystyle {\tfrac {\mathrm {d} x}{\mathrm {d} t}}} aufgelöst werden. Die Ableitung der Umkehrfunktion, {\displaystyle t(x)}, die angibt, zu welchem Zeitpunkt das Teilchen den Ort
{\displaystyle (x,y(x))} durchläuft, ist hierzu invers
{\displaystyle {\frac {\mathrm {d} t}{\mathrm {d} x}}={\sqrt {\frac {1+({\frac {\mathrm {d} y}{\mathrm {d} x}})^{2}}{-2\,g\,y}}}}
Integrieren wir über den {\displaystyle x}-Bereich von 0 bis {\displaystyle {\overline {x}}}, so ergibt sich die zu minimierende Laufzeit {\displaystyle T} als Funktional der Bahnkurve {\displaystyle y(x)}
{\displaystyle T[y]={\frac {1}{\sqrt {2\,g}}}\int _{0}^{\overline {x}}\,{\sqrt {\frac {1+({\frac {\mathrm {d} y}{\mathrm {d} x}})^{2}}{-y}}}\mathrm {d} x}
Um an die bei physikalischen Variationsproblemen üblichen Bezeichnungen anzuschließen, nennen wir die Integrationsvariable die „Zeit“ {\displaystyle \tau } (also {\displaystyle {\overline {\tau }}={\overline {x}}}), bezeichnen {\displaystyle -y} mit {\displaystyle q} und minimieren einfachheitshalber das mit {\displaystyle {\sqrt {2\,g}}} multiplizierte Funktional.
Wir minimieren also die „Wirkung“
{\displaystyle W[q]=\int _{0}^{\overline {\tau }}\,{\sqrt {\frac {1+({\frac {\mathrm {d} q}{\mathrm {d} \tau }})^{2}}{q}}}\mathrm {d} \tau \quad },
wobei die „Zeit“-Grenzen fest sind.
Der Integrand hat also die Rolle einer Lagrangefunktion:
{\displaystyle {\mathcal {L}}(\tau ,q,v)={\sqrt {\frac {1+v^{2}}{q}}}\quad }
Da die Lagrangefunktion nicht vom Integrationsparameter, der „Zeit“ {\displaystyle \tau } abhängt, ist die nach dem Noether-Theorem zugehörige „Energie“ / Hamilton-Funktion
{\displaystyle H=v\partial _{v}{\mathcal {L}}-{\mathcal {L}}=-{\frac {1}{\sqrt {q(1+v^{2})}}}}
auf der Bahn {\displaystyle q(\tau )} erhalten, für die {\displaystyle W[q]} minimal wird.
Die Funktion {\displaystyle q(\tau )} erfüllt also mit einer positiven Konstanten {\displaystyle R} die Gleichung
{\displaystyle \left(1+\left({\frac {\mathrm {d} q}{\mathrm {d} \tau }}\right)^{2}\right)\,q=2\,R} oder {\displaystyle \left({\frac {\mathrm {d} q}{\mathrm {d} \tau }}\right)^{2}-{\frac {2\,R}{q}}=-1}
wie ein Teilchen, das im Keplerpotential {\displaystyle \propto -1/q} senkrecht aus der Gipfelhöhe {\displaystyle 2\,R} fällt.
Statt diese Gleichung mit getrennten Veränderlichen nach {\displaystyle {\tfrac {\mathrm {d} q}{\mathrm {d} \tau }}} aufzulösen und zu integrieren, bestätigt man einfach, dass
{\displaystyle \tau (\varphi )=R\,(\varphi -\sin \varphi )\,,\ q(\varphi )=R\,(1-\cos \varphi )}
eine parametrische Lösung dieser Gleichung ist, wobei man
{\displaystyle {\frac {\mathrm {d} q}{\mathrm {d} \tau }}={\frac {\frac {\mathrm {d} q}{\mathrm {d} \varphi }}{\frac {\mathrm {d} \tau }{\mathrm {d} \varphi }}}={\frac {\sin \varphi }{1-\cos \varphi }}}
ausnutzt.
Also ist die gesuchte Bahn {\displaystyle (x,y(x))} parametrisch gegeben durch
{\displaystyle {\begin{pmatrix}x(\varphi )\\y(\varphi )\end{pmatrix}}=R\,{\begin{pmatrix}\varphi -\sin \varphi \\\cos \varphi -1\end{pmatrix}}=R\,{\begin{pmatrix}\varphi \\-1\end{pmatrix}}+{\begin{pmatrix}\cos \varphi &-\sin \varphi \\\sin \varphi &\cos \varphi \end{pmatrix}}{\begin{pmatrix}0\\R\end{pmatrix}}}
Dabei wird an der letzten Zerlegung deutlich, dass die Bahn {\displaystyle y(x)} sich aus den Ortsvektoren {\displaystyle R\,(\varphi ,-1)} der Nabe eines Rades mit Radius {\displaystyle R} zusammensetzt, das unter der {\displaystyle x}-Achse rollt, plus dem Speichenvektor, der anfänglich nach oben zeigt und mit dem Winkel {\displaystyle \varphi } gedreht wird. Die Kurve ist die Bahn eines Randpunktes eines rollenden Rades.

## Spezielle Eigenschaften der Bahn
- Die Bahn ist unabhängig von der Masse und der Gewichtskraft des Körpers, also unabhängig von der Größe der Erdbeschleunigung.
- Ebenso ändert eine rollende Kugel, die Rotationsenergie aufnimmt, nichts an der Idealkurve.
- Die Tangente im Anfangspunkt ist senkrecht.
- Haben zwei Brachistochronen dasselbe Gefälle zwischen Anfangs- und Endpunkt, sind sie ähnlich.
- Ist das Gefälle nicht kleiner als 2/π (63,66 %), so ist der Endpunkt der tiefste Punkt der Kurve, bei kleinerem Gefälle liegt der Tiefpunkt zwischen Anfangs- und Endpunkt.
- Ist das Gefälle 0, also liegen Anfangs- und Endpunkt auf derselben Höhe, ist die Kurve symmetrisch.

## Bilder

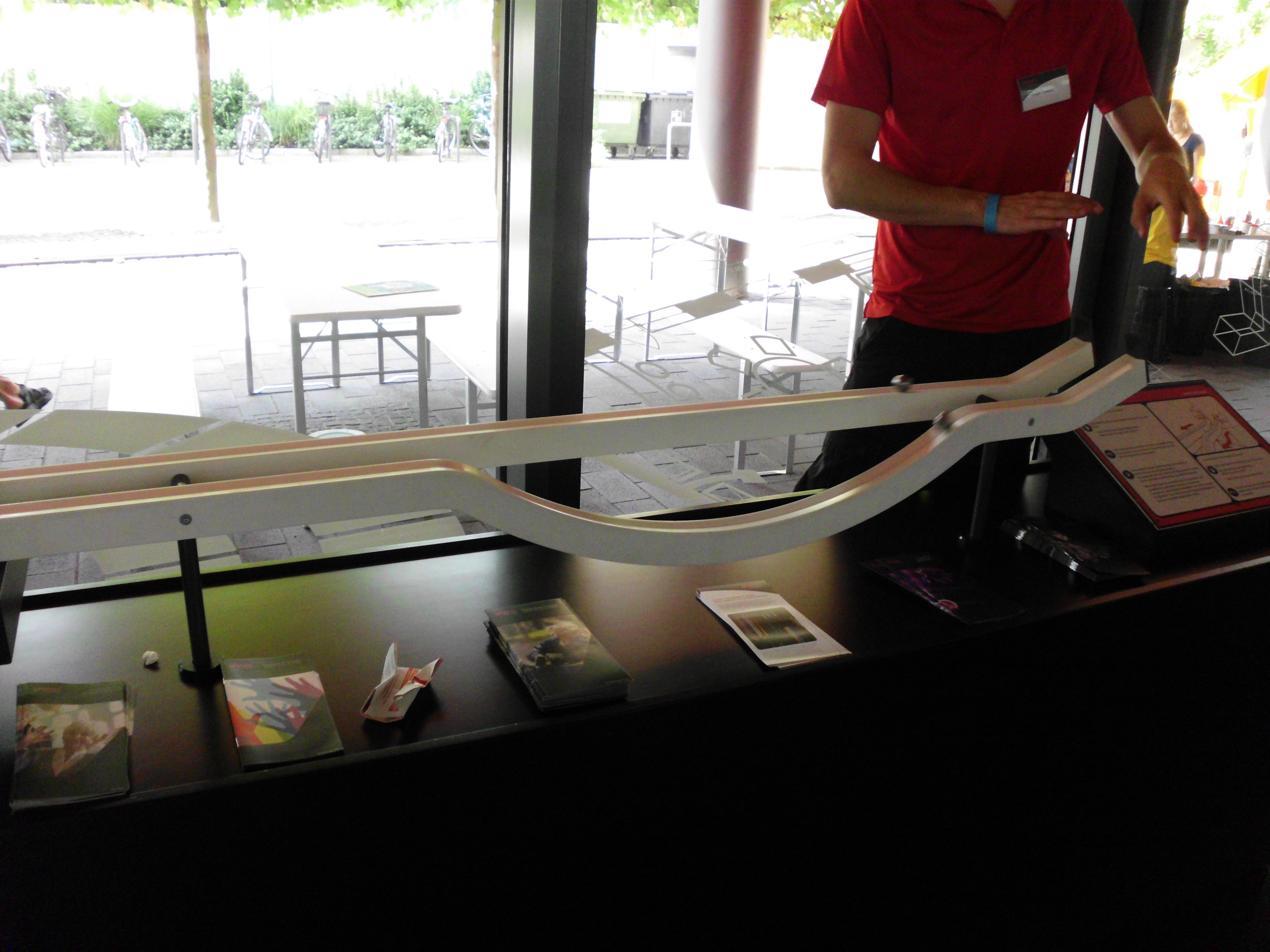
1. Phase: Beide Kugeln sind gleichauf.
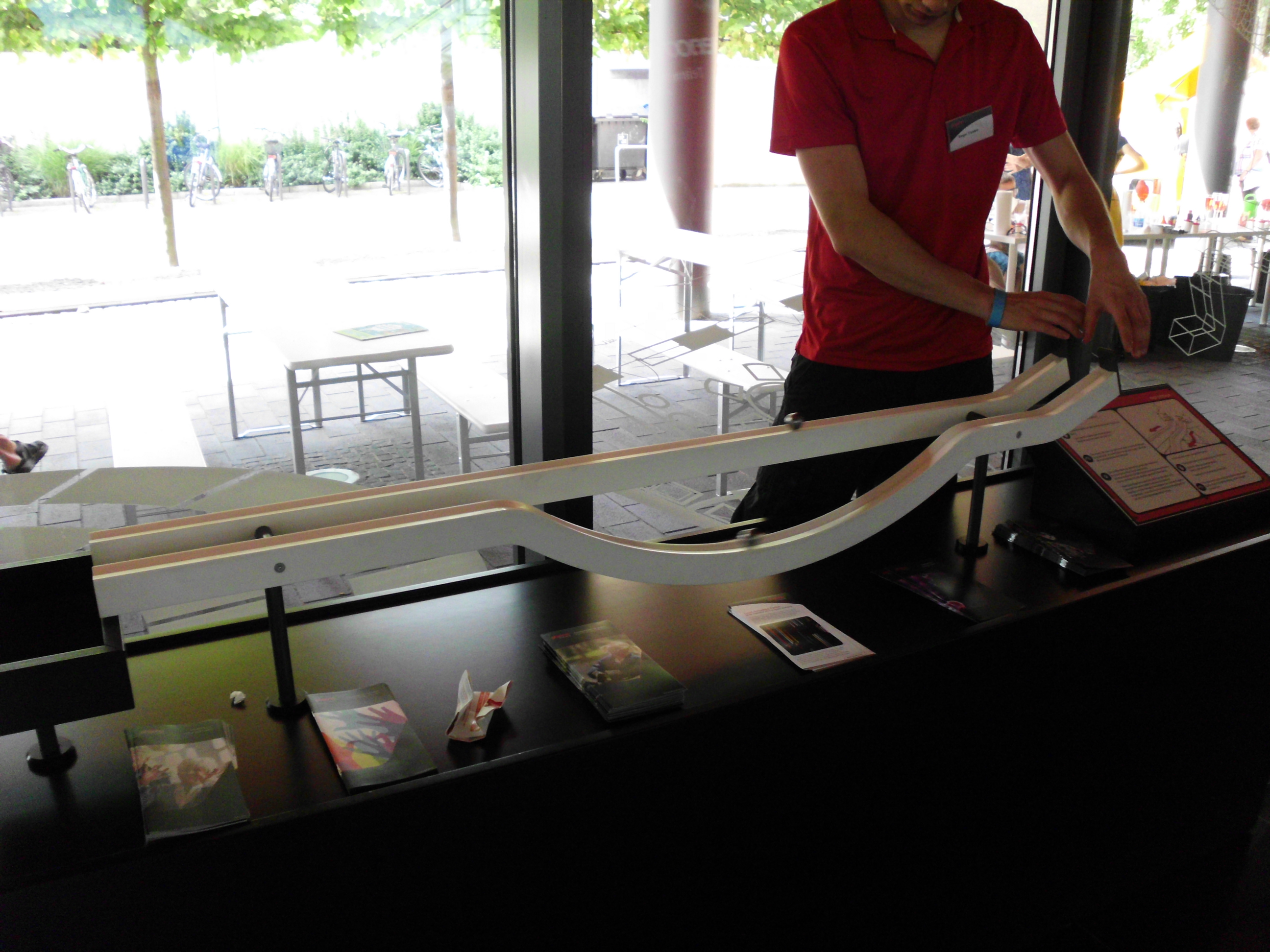
2. Phase: Vordere Kugel beschleunigt durch stärkeres Gefälle.
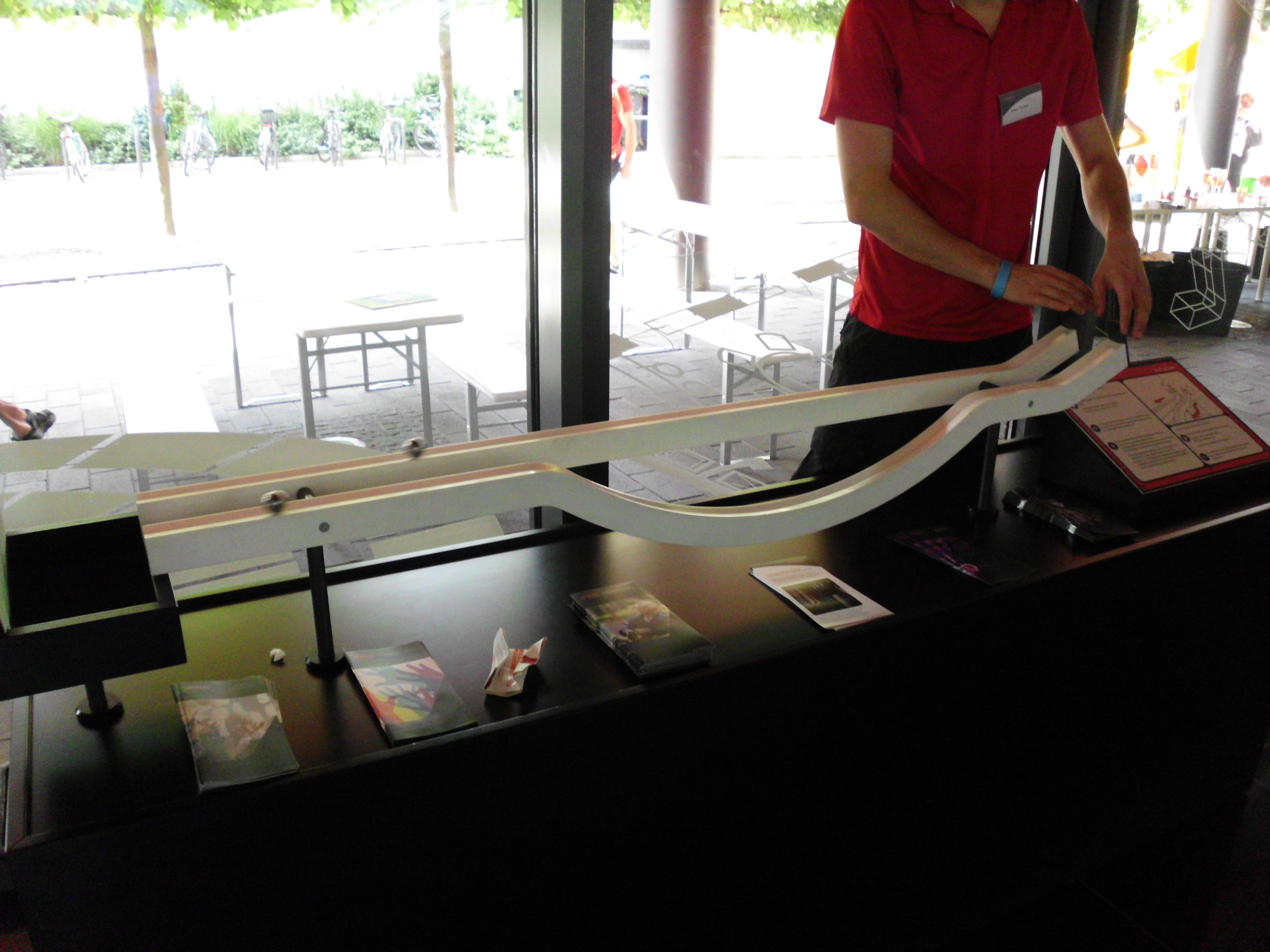
3. Phase: Vordere Kugel liegt trotz längeren Wegs vorne.

## Belege
1. ↑  Für die anderen Startpunkte beginnt die Bahn jedoch nicht vertikal, für diese ist sie damit keine Brachistochrone (#Spezielle Eigenschaften der Bahn). 
Siehe auch Seite 17 von Ulrich Mende: Brachistochrone - Ableitung, Eigenschaften und lineare Approximation. Abgerufen am 23. September 2023.
2. ↑  Acta eruditorum. (1696). Siehe Istvan Szabó: Geschichte der mechanischen Prinzipien. Dritte korrigierte und erweiterte Auflage 1987, S. 110, ISBN 978-3-0348-9980-2.